# ENIC-NARIC
 (février 2015).
Le réseau ENIC-NARIC (National Academic Recognition Information Centre) est une création conjointe du Conseil de l'Europe et de l'UNESCO visant à faciliter les échanges d'informations en éducation et en reconnaissance ou en évaluation des formations effectuées à l'étranger (anciennement équivalence de diplômes) entre les institutions et les citoyens des États signataires de la Convention sur la reconnaissance des qualifications relatives à l'enseignement supérieur dans la région européenne (1997).

## États membres du réseau ENIC-NARIC
États membres du Conseil de l'Europe
- Albanie
- Allemagne
- Andorre
- Arménie
- Autriche
- Azerbaïdjan
- Belgique
- Bosnie-Herzégovine
- Bulgarie
- Chypre
- Croatie
- Danemark
- Espagne
- Estonie
- Finlande
- France - représenté par le Centre international d'études pédagogiques (CIEP)
- Géorgie
- Grèce
- Hongrie
- Irlande
- Islande
- Italie
- Lettonie
- Macédoine
- Liechtenstein
- Lituanie
- Luxembourg
- Malte
- Moldavie
- Monaco
- Monténégro
- Norvège
- Pays-Bas
- Pologne
- Portugal
- République tchèque
- Roumanie
- Royaume-Uni
- Russie
- Saint-Marin
- Serbie
- Slovaquie
- Slovénie
- Suède
- Suisse
- Turquie
- Ukraine

États non membres du Conseil de l'Europe
- Australie
- Biélorussie
- Canada - représenté par le Centre d’information canadien sur les diplômes internationaux (CICDI)
- États-Unis d'Amérique
- Israël
- Kazakhstan
- Nouvelle-Zélande
- République Kyrghyze
- Saint-Siège
- Tadjikistan